# Vlad Chiricheș
Vlad Chiricheș (Bacău, 14 november 1989) is een Roemeens voetballer die doorgaans als centrale verdediger speelt. Hij verruilde Tottenham Hotspur in juli 2015 voor SSC Napoli, dat circa zeven miljoen pond voor hem betaalde. Chiricheș debuteerde in 2011 in het Roemeens voetbalelftal, waarvan hij aanvoerder werd.

## Clubcarrière
Op 1 januari 2012 tekende Chiricheș bij Steaua Boekarest. Hij kwam over van Pandurii Târgu Jiu. Op 21 februari 2013 was hij in de Europa League tegen AFC Ajax trefzeker met een doelpunt van op verre afstand. Op 14 maart 2013 scoorde hij in hetzelfde toernooi op Stamford Bridge tegen Chelsea. Op 24 augustus 2013 bereikte Steaua Boekarest een akkoord met Tottenham Hotspur over de transfer van Chiricheș naar White Hart Lane voor een bedrag van 9,5 miljoen euro. De transfer werd afgerond op 30 augustus 2013. Op 24 september 2013 debuteerde hij voor Tottenham Hotspur in de League Cup tegen Aston Villa. Zijn debuut in de Premier League vierde hij op 20 oktober 2013 tegen datzelfde Aston Villa. Hij hielp toen Tottenham om de nul op het bord te houden. Na die wedstrijd werd hij door de supporters uitgeroepen als man van de wedstrijd. Ook in zijn tweede en derde wedstrijd, tegen Hull City en Everton, slikte Tottenham geen enkel tegendoelpunt. Op 28 november 2013 maakte hij zijn eerste doelpunt voor Tottenham Hotspur, in de Europa League tegen Tromsø IL. Hij verruilde Tottenham Hotspur in juli 2015 voor SSC Napoli, dat circa 7 miljoen pond voor hem betaalde. Hij tekende een contract voor vijf seizoenen.

## Clubstatistieken
| Seizoen | Club                 | Competitie     | Duels | Doelp. |
| ------- | -------------------- | -------------- | ----- | ------ |
| 2009/10 | International        | Liga 1         | 15    | 0      |
| 2010/11 | Pandurii Târgu Jiu   | Liga 1         | 24    | 0      |
| 2011/12 | Pandurii Târgu Jiu   | Liga 1         | 15    | 0      |
| 2011/12 | Steaua Boekarest     | Liga 1         | 14    | 0      |
| 2012/13 | Steaua Boekarest     | Liga 1         | 26    | 1      |
| 2013/14 | Steaua Boekarest     | Liga 1         | 2     | 0      |
| 2013/14 | Tottenham Hotspur FC | Premier League | 17    | 1      |
| 2014/15 | Tottenham Hotspur FC | Premier League | 10    | 0      |
| 2015/16 | SSC Napoli           | Serie A        | 8     | 1      |
| 2016/17 | SSC Napoli           | Serie A        | 14    | 2      |
| 2017/18 | SSC Napoli           | Serie A        | 7     | 0      |
| 2018/19 | SSC Napoli           | Serie A        | 3     | 0      |
| 2019/20 | → US Sassuolo        | Serie A        | 4     | 0      |

## Interlandcarrière
Chiricheș debuteerde op 2 september 2011 voor Roemenië onder bondscoach Victor Pițurcă in een WK-kwalificatiewedstrijd tegen Luxemburg. Op 14 augustus 2013 werd hij tot aanvoerder van Roemenië gekozen in een vriendschappelijke interland tegen Slowakije. Hij droeg de aanvoerdersband ook in de daaropvolgende kwalificatiewedstrijden tegen Hongarije, Turkije,  Andorra en Griekenland. Răzvan Raț nam de aanvoerdersband in 2014 over, maar op 13 juni 2015 werd Chiricheș wederom verkozen tot leider van de Roemenen: de EK-kwalificatiewedstrijd tegen Noord-Ierland eindigde in een 0–0 gelijkspel. Als aanvoerder speelde hij op het Europees kampioenschap voetbal 2016 in alle groepswedstrijden; verder dan één gelijkspel kwam Roemenië niet, waardoor het in de groepsfase was uitgeschakeld.

## Erelijst
| Kampioen Liga 1    | 3x | 2012/13, 2013/14, 2023/24 |
| Roemeense Supercup | 2x | 2013, 2024                |

### Individueel
- Roemeens voetballer van het jaar

2013